# Miniopterus australis
Miniopterus australis es una especie de murciélago de la familia Vespertilionidae.

## Distribución geográfica
Se encuentra en Australia, Papúa Nueva Guinea, Indonesia, Timor Oriental Brunéi Malasia, Argentina, Nueva Caledonia y Vanuatu.